# Tango

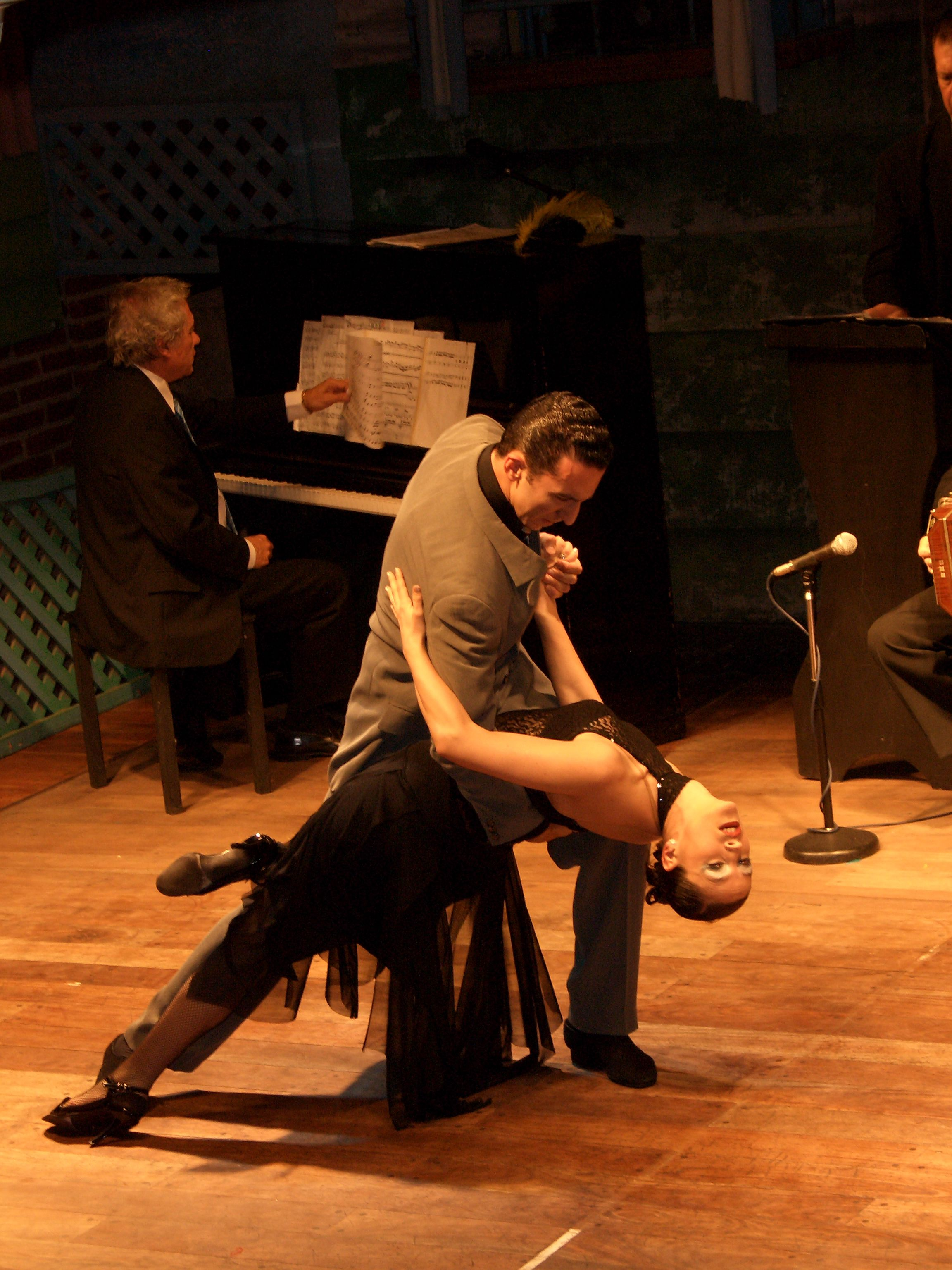
Una coppia balla il tango argentino

Il tango è un genere musicale e un ballo. È per lo più in tempo binario, originario della regione del Río de la Plata. Nato in Argentina ed Uruguay come espressione popolare e artistica, comprende musica, danza, testo e canzone. Nessuno sa chi abbia dato il nome di tango a questo ballo, né si sa esattamente perché si chiami in questo modo.

## Storia
Il periodo che va dal 1880 al 1920, denominato Vecchia guardia, comprende la genesi e lo sviluppo degli elementi che poi definiranno questo genere musicale. Il tango nasce dunque 
come un ibrido di altre musiche e balli popolari come la milonga e il tango andaluz. Per questo motivo e anche perché considerato lascivo viene rifiutato dalle classi medie e alte che danzavano, tra l'altro, i balli da sala e con essi il valzer di Vienna. Solo nella decade tra il 1910 ed il 1920, il tango inizia a divenire di moda nei grandi saloni delle maggiori capitali europee tra cui Parigi, Berlino, Roma e Vienna. Tuttavia i sentimenti per questa nuova danza erano molteplici, a Roma re Vittorio Emanuele III l’aveva bandito nei balli del Palazzo del Quirinale. Kaiser Wilhelm II, il re di Baviera e Kaiser Franz Joseph vietarono ai loro ufficiali in uniforme di ballare questo nuovo ritmo. Nella capitale austriaca, poi, si hanno documenti che mostrano che il tango argentino fu deliberatamente escluso dal programma del 23º ballo della Città di Vienna (anno tra il 1920-30). Solo dal 2017 il tango argentino è entrato nei balli tradizionali di Vienna attraverso il prestigioso ballo del Technische Universität Ball (Ballo del Politecnico di Vienna) che include ora una milonga nel suo programma.
Inizialmente il tango veniva eseguito da un trio formato da violino, chitarra e flauto. Alcuni tanghi erano poi scritti per pianoforte solo o pianoforte e voce. Nel Novecento il trio divenne pianoforte, violino e fisarmonica. In seguito si iniziarono a formare vere e proprie orchestre.
I nomi dei maggiori compositori di musica sono tutti figli di italiani. Lo stesso compositore e direttore d'orchestra Astor Piazzolla aveva i nonni italiani, pugliesi da parte di padre, toscani da parte di madre. Numerose sono le presenze italiane nella storia del Tango, e ulteriori nuove scoperte continuano a venire alla luce, tra cui forse quella di Corrado Miotti potrebbe essere la prima presenza sinora ipotizzata.
Il Processo di riorganizzazione nazionale (in spagnolo Proceso de Reorganización Nacional o semplicemente el Proceso, "Il Processo") fu il nome con cui si autodefinì la dittatura civile-militare che governò l'Argentina dal 24 marzo 1976 al 10 dicembre 1983 (cessione incondizionata del potere a un governo costituzionale). Il regime adottò la forma di uno stato burocratico-autoritario e fu caratterizzato dall'attuazione di un "piano sistematico" di terrorismo di Stato. Il regime militare limitò la pratica del ballo del tango, che fu relegato al solo ballo in abitazioni domestiche, e non riunioni pubbliche nelle milonghe. 
Claudio Segovia aveva combattuto per molti anni, all'inizio e alla metà del 1970 per produrre uno show in Argentina. Prima ne parlò con il Teatro Colón, ma non erano interessati. Poi ne parlò con tutti i principali produttori di teatro di Buenos Aires, trovandosi sempre nella stessa situazione: non c'era assolutamente alcun interesse a produrre uno spettacolo di tango di buona qualità in Argentina.

Nella società argentina, il tango era sempre stato guardato dall'alto in basso ed era considerato la "pecora nera" della famiglia della cultura argentina.  Fu solo quando Jorge Lavelli e il Festival d'Automne di Parigi hanno dato a Segovia la possibilità di mostrare il suo show Tango Argentino al Théâtre du Châtelet, dall'11 novembre fino al 17 novembre 1983, che la stampa argentina ha cominciato a prenderlo in considerazione.

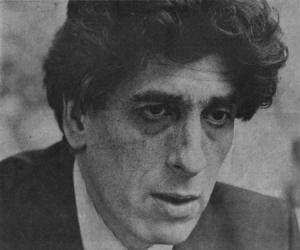
Claudio Segovia, l'impresario creatore dello show Tango Argentino

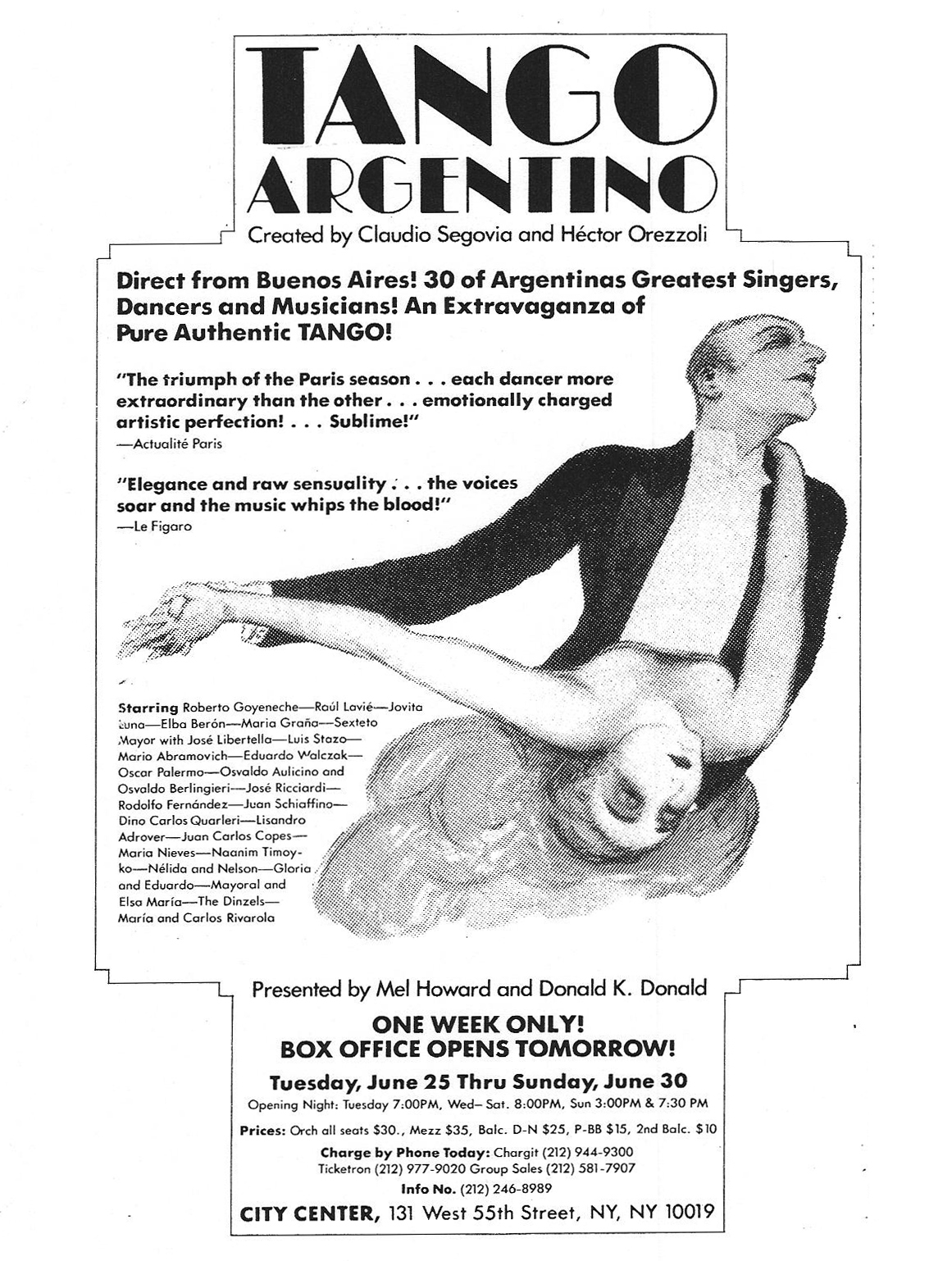
Lo show Tango Argentino debutta a New York

La musica del tango ha sempre continuato ad evolversi, negli anni sessanta del novecento nel Tango Nuevo iniziato da Astor Piazzolla. Il termine Tango Nuevo si sposa con un nuovo stile interpretativo del Tango ballato che ha raggiunto la sua codifica con i contributi determinanti dei ballerini.

## Il ballo
(Enrique Santos Discépolo)

Miguel Angel Zotto con una partner

Il tango è un ballo basato sull'improvvisazione, caratterizzato dall'eleganza e dalla passionalità. Il passo base del tango è il passo in sé, dove per passo si intende il normale passo di una camminata. La posizione di ballo è un abbraccio frontale più o meno asimmetrico, a seconda dello stile, in cui il leader, ovvero chi guida la danza, con la destra cinge la schiena del follower, chi segue, e con la sinistra ne tiene la mano; a seconda della scuola, dello spazio disponibile e dello scopo del ballo (esibizione o ballo sociale in milonga). L'assetto e la distanza tra i due ballerini può variare tra: contatto diretto, contatto diretto con rolling (apertura temporanea del contatto su uno dei lati), una certa distanza tra la spalla sinistra del leader e la destra del follower o abbraccio aperto.
Poche regole semplici dettano i limiti dell'improvvisazione: il leader guida, il follower segue.
Fondamentalmente è il leader che chiede con un linguaggio puramente corporeo al follower di spostarsi nello spazio. Tuttavia, per motivi didattici sono state introdotte delle sequenze con passi predefiniti, come la Salida basica. Questa fu creata per l'esportare all'estero il tango, fuori da Buenos Aires: nessun argentino imparava questo modo quando imparava a ballare nelle milonghe. Ora invece è di regola, e crea problemi in pista perché lo studente deve arrivare alla fine della figura, non avendo avuto altri modi d'insegnamento.
Il tango argentino è caratterizzato da tre ritmi musicali diversi ai quali corrispondono altrettante distinte tipologie di ballo: Il Tango, la Milonga e il Tango vals (Vals criollo).
Musicalmente il Tango ha un tempo di 44 (la sua introduzione coincide con l’apparizione del bandoneon, e fu creato per rallentare il ritmo) o 24 (ritmo iniziale del Tango che veniva dalla Milonga), come la Milonga, mentre il Tango Vals, che deriva dal Valzer ha tempo 34.
I ballerini di tango praticano differenti stili, facenti capo a grandi interpreti delle sue fasi storiche, o ai quartieri di Buenos Aires o cittadine nella sua vicinanza, dove si sono contraddistinti. Alcuni stili di ballo sono: Apilado, Milonguero, fantasia, salòn, show, Avellaneda, Villa Urquiza, nuevo.  Il tango salòn comprende Avellaneda, Villa Urquiza, e anche altri quartieri famosi. Apilado (Milonguero fu creato dalla maestra Susanna Miller per indicare lo stile del centro di Buenos Aires, dove i ballerini si appoggiano uno sull’altro al livello petto. Il termine Milonguero era infamante).
Tra i ballerini più famosi vanno citati Miguel Balmaceda, Antonio Todaro, Pepito Avellaneda, José Benito Ovidio Bianquet detto "El Cachafaz", Juan Carlos Copes, El Tete, Miguel Angel Zotto, Virulazo, Osvaldo Zotto (prematuramente scomparso), o Carlos Gavito, noto per aver diffuso il tipico abbraccio "sbilanciato" (apilado) ballato dai Viejos Milongueros negli anni 40, Gustavo Naveira y Giselle Anne, che con Fabian Salas e Pablo Verón sono alla base dell'evoluzione del tango moderno, Esteban Moreno y Claudia Codega, Sebastian Arce y Mariana Montes, solo per citarne alcuni tra i più famosi.

Coppia di ballerini nel 1933

Alle origini del tango argentino troviamo il "Canyengue", intorno al 1880. Tipici i movimenti rapidi e corti (arraballero). Soppiantato negli anni quaranta. Lo stile milonguero, sobrio, semplice e passionale, è caratterizzato da un abbraccio stretto e movimenti contenuti, ma adattabile nondimeno ad aperture e movimenti di più ampio respiro. I ballerini spesso si appoggiano l'uno all'altro e l'asse individuale viene sostituito da un asse condiviso attorno al quale si muove la coppia. 
Il termine "tango salon" è un uso sbagliato del termine:  l’abbraccio era differenziato a seconda del quartiere dove avveniva il ballo. Visto che negli ultimi decenni lo stile Villa Urquiza con il suo abbraccio meno stretto ha avuto un grande successo anche perché è un quartiere molto unito, ed anche a causa del campionato mondiale, nato nel passato nei salotti dell'aristocrazia, è caratterizzato da abbraccio più largo rispetto al milonguero, maggior rispetto per l'asse individuale, una ricerca per l'eleganza e la spettacolarità del movimento, che non è adatta al ballo in sala, volgendosi verso aspetto più performativi.
Negli spettacoli di tango, sia in teatro che nelle strade, i ballerini possono esibirsi nello stile detto "Tango Escenario" (talvolta denominato anche "Tango Show" o "Tango Fantasia") caratterizzato da figure coreografiche e passi di forte effetto scenico, spesso derivanti dalla danza classica e contemporanea e adattati per il Tango Argentino.
Negli anni 2000 si è sempre più affermato un genere noto come Tango Nuevo ballato soprattutto sulle note del tango elettronico. Un movimento vero e proprio si è venuto a creare attorno alla ricerca costante di nuove forme di movimento nel Tango in Europa, e di ritorno nella stessa Argentina.
Il tango è diffuso sempre più capillarmente in tutto il mondo; a riprova di ciò si osserva il proliferare delle milonghe, cioè i luoghi dove si balla e si "vive" il tango, e la nascita di compagnie che si dedicano a spettacoli di Tango, come di orchestre che lo suonano. Festival ed eventi di tango sono ormai presenti in quasi tutte le grandi e medio-grandi città del mondo. In Europa grande diffusione ha avuto il tango nei Paesi Bassi, dove risulta particolarmente diffuso e amato lo stile milonguero/apilado, in Francia, seguito in Italia (patria d'elezione per molti artisti argentini, di origine italiana) ed in tutte le altre nazioni europee.

## Movimenti
L'andamento del ballo in milonga si svolge in senso antiorario, partendo dal bordo della pista.
In una milonga frequentata da molti ballerini, lo spazio in pista è solitamente ristretto e, poiché il tango è improvvisazione, non è facilmente prevedibile come la singole coppie interpreteranno il brano musicale che stanno ascoltando.

Di conseguenza, non potendo assolutamente prevedere cosa succederà alle spalle del leader (che guidando, ha la responsabilità della coppia), costui deve assolutamente evitare di fare dei passi contromano, cioè nella direzione contraria al senso di ballo, o meglio, gli eventuali passi indietro andranno fatti possibilmente verso il centro della pista e/o nella direzione di ballo. 
Di regola, i ballerini più esperti dovrebbero occupare la parte più esterna della pista, che teoricamente consente maggior velocità. In realtà, non è raro vedere dei tangueri, esperti e non, che si preoccupano esclusivamente del "proprio tango", piuttosto che dell'armonia della pista, rasentando nel ballo più l'esibizione, magari perché "troppo rapiti" dall'emozione innescata dalla musica che ascoltano in quel momento.
Il linguaggio del corpo è prerogativa centrale del tango e quindi, durante il ballo, la coppia non comunica con le parole, le quali interromperebbero l'armonia che si forma in quel momento, dove la musica si trasforma in movimento.
Il momento più opportuno per poter parlare è piuttosto al termine del brano che compone la tanda, vale a dire il turno di danze, formato da uno o più brani, o all'inizio di quello successivo, in cui magari brevemente ci si presenta al partner con cui si è ballato, se per esempio questo/a è la prima volta che lo/a si incontra, per poi riprendere nuovamente a ballare in silenzio, e così via fino alla fine della nuova tanda.

Di solito, al termine della tanda la coppia si scioglie, ma è comunque il follower a far capire al leader se può continuare a ballare anche quella successiva.

## La musica nella milonga
La musica nella milonga viene proposta dal musicalizador (il direttore musicale del tango), in gruppi di brani chiamati tandas, solitamente composta da 4 tangos o 3 milongas o valses.
Un buon musicalizador è quello che riesce a creare tandas "coerenti", cioè che hanno una continuità per orchestra/direttore/periodo/tipologia dei brani, seguendo quella che viene definita in gergo, "colore della tanda". La Tanda fa parte di un concetto ancora più ampio, il cosiddetto "Giro di Tandas"; Si considera un "giro" completo, dopo che siano stati eseguiti
- 4 tanghi,
- 4 tanghi,
- 3 Vals,
- 4 tanghi,
- 4 tanghi,
- 3 milongas
- per poi ricominciare nuovamente.  Si avrà sempre quindi un 4-4-3 + un 4-4-3 per avere un giro di tandas completo.
La cortina è un brano musicale di genere diverso da quelli del tango e che sancisce la fine della tanda. Quasi sempre non è ballabile e solitamente ha una durata inferiore al minuto.
La cortina ha comunque un triplice scopo:
- consentire di sciogliere, senza creare situazioni imbarazzanti, la coppia che si era formata a seguito della mirada/cabeceo, ritornando a sedere per un altro invito;
- permettere ai singoli ballerini, di attraversare liberamente la pista, poiché farlo durante la tanda costituirebbe motivo d'intralcio per le coppie che ballano;
- permettere al musicalizador un cambio di stile musicale.

Delle volte, alcuni musicalizadores inseriscono nel loro repertorio una o due cortine ballabili di durata molto più lunga di quelle normali, proponendo per esempio, brani di genere rock o salsa, accontentando quei ballerini presenti in milonga, che non ballano esclusivamente tango.
Ciò accade quasi sempre, in quelle circostanze in cui il musicalizador conosce il "suo" pubblico, assecondando il più possibile i diversi gusti musicali dei tangueri, dato che le milonghe sono frequentate da una popolazione di ballerini molto eterogenea, non solo per quel che riguarda l'età.
Una nota particolare sulla chiusura della serata in Milonga, è l'utilizzo della Cumparsita - quale brano universale.
Mostrando la continua popolarità della musica tango, molte stazioni radio internazionali trasmettono oggi musica tango senza interruzioni.

## Le figure

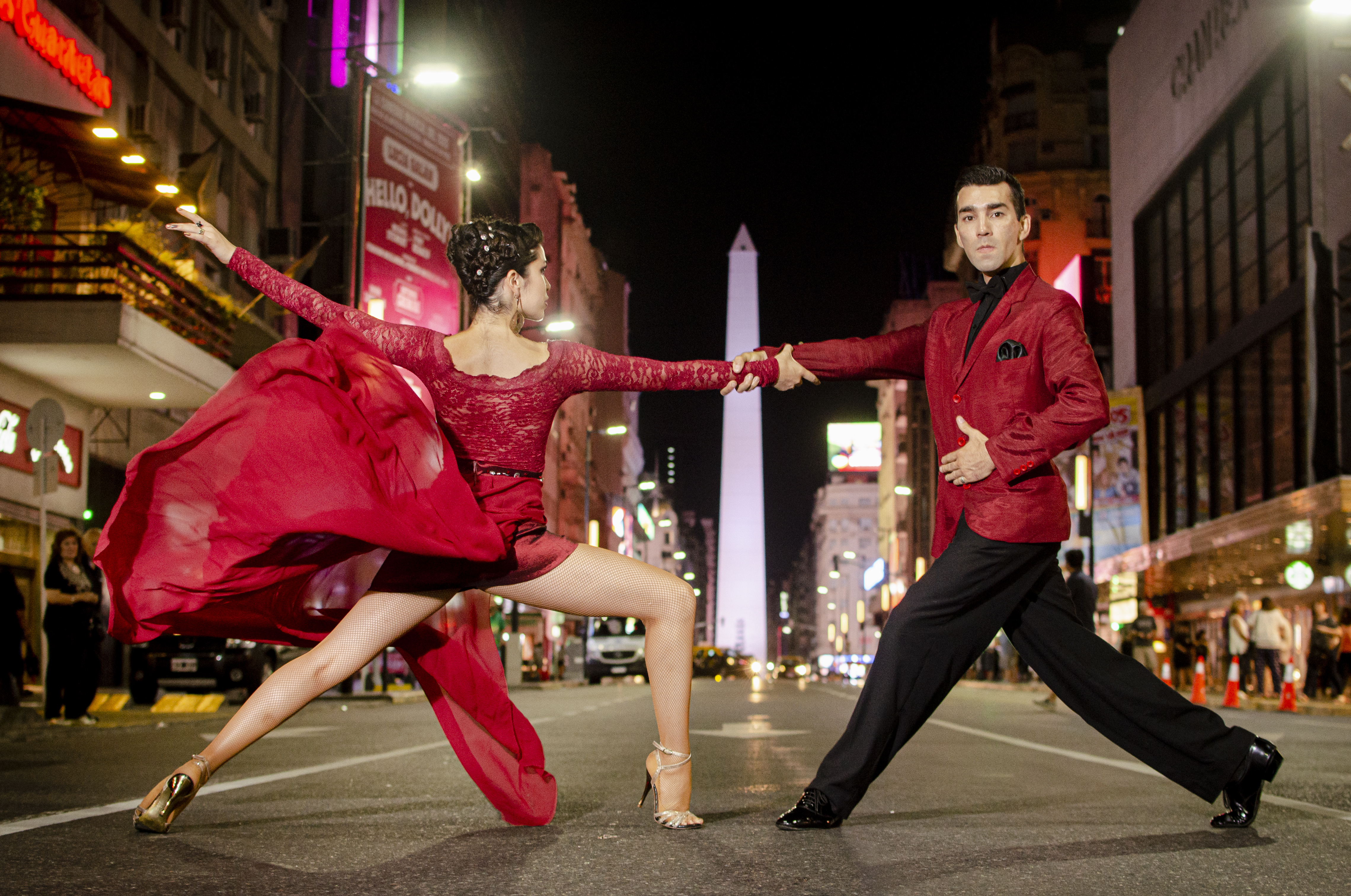
La danza di due ballerini di strada di tango argentino in via Corrientes, Buenos Aires.

Un bel tango non è necessariamente caratterizzato da molte figure mentre è essenziale eseguirle con eleganza. Ridurre il tango a un susseguirsi di figure può essere un grave errore. Il Tango è costruito nel momento stesso del ballo, attraverso l'improvvisazione e la comunicazione tra i ballerini, nella gestione dello spazio a disposizione.
Esistono comunque delle sequenze e figure, insegnate per fini didattici, che codificano la tecnica di improvvisazione:
- La Camminata - È la base del tango e malgrado la sua apparente semplicità è forse la figura più difficile da realizzare.
- Quadrato o Baldosa - È una figura didattica di sei passi che disegna un rettangolo. Il leader partendo col piede destro esegue: passo indietro, di lato a sinistra, avanti, avanti, di lato a destra insieme.
- Salida basica - È una sequenza didattica di 8 passi. Il leader partendo col piede destro esegue: passo indietro, di lato, avanti, avanti, unisce i piedi e guida il follower in un incrocio, avanti, di lato, insieme.
- Cadenza - È il tenere il ritmo sul posto.
- Ocho - Il leader guida il follower in un passo e consecutivamente un pivot (una rotazione col peso portato sulla punta del piede), facendo così in modo che il follower disegni un otto (in spagnolo ocho) con i piedi. A seconda della direzione del passo si otterrà un ocho in avanti (ocho adelante) o all'indietro (ocho par atras).
- Molinete - Tipica figura del tango Salon, nella quale leader e follower girano camminando attorno all'asse della coppia.
- Giro - Il leader guida il follower in un giro attorno al proprio asse. Il follower è come la ruota di un mulino il cui asse è il leader.
- Sacada - Uno dei due elementi della coppia invade lo spazio del partner effettuando un passo verso la gamba del partner su cui non c'è peso. Se l'invasione avviene con un passo in avanti si parla di sacada in avanti, se invece avviene effettuando un passo indietro, si parla di sacada all'indietro.
- Parada - Il leader interrompe col piede il passo del follower. In realtà il leader guida un arresto sul follower contemporaneo all'interposizione del piede sulla traiettoria del passo del follower.
- Barrida - Uno dei 2 ballerini sposta il piede dell'altro ballerino, su cui non c'è peso, col proprio piede. In realtà anche la barrida è un effetto ottico, cioè il leader non sposta col piede il piede del follower, ma indica un passo e lo effettua col follower, mantenendo il contatto tra i piedi.
- Colgada - Figura caratterizzata da un abbraccio aperto in cui la coppia è molto vicina con i piedi e lontana con le spalle.
- Volcada - Figura caratterizzata da un abbraccio molto chiuso in cui la coppia è molto vicina con le spalle e lontana con i piedi.
- Salti e sollevamenti - Figure da show in cui il follower effettua figure aeree spettacolari col supporto del partner.
- Sentada - Figura spettacolare da show dove il follower effettua una sorta di "seduta" sulla gamba del partner, allungata e tesa verso l'esterno.

## Lingua
L'argot del tango è un gergo chiamato lunfardo. Le sue origini furono quelle di un argot o slang di prigionieri usato nelle carceri per non farsi comprendere dalle guardie, gergo di Buenos Aires, con termini di origini diverse tra cui varie parlate d'Italia quali il genovese e il napoletano, portate in Argentina dagli immigrati e anche dei lavoratori del porto del quartiere di La Boca. In questo contesto si inserisce anche la creazione di una particolare forma di parlare invertendo l'ordine delle sillabe di una singola parola, chiamata vesre, ossia l'inverso di revés, che significa 'rovescio'. Ecco che quindi, al vesre, tango risulta essere gotán, amigo dà gomía, cabeza è zabeca, ecc. Le regole per invertire le sillabe, comunque, possono variare a seconda delle parole, infatti, per esempio, il vesre di calle (strada) è yeca, di café (caffè) è feca, ossia la forma abbreviata. In francese esiste un argot simile, il verlan, che è il vesre fonetico di l'envers. Ci sono dei dizionari specifici di lunfardo e anche c'è l'Accademia Nazionale del Lunfardo nel centro di Buenos Aires.

## Tango e religione
- Il tango veniva considerato un ballo peccaminoso per la religione cristiana, in special modo per il fronte cattolico che ne auspicava l'abolizione. Ai primi del Novecento il tango cominciava a sottrarre spazio in Europa al valzer e alla polka. Di fronte alle interdizioni richieste dalle autorità ecclesiastiche parigine, si narra che Pio X desse disposizioni affinché una coppia di ballerini di tango gli fornisse un'idea precisa del nuovo ballo, per valutarne direttamente, di persona, gli aspetti scandalosi. Avvenuta l'esibizione riservata di danza, il sommo Pontefice avrebbe detto[15]:

(A me sembra che sia più bello il ballo della furlana; ma non vedo che grandi peccati vi siano in questo nuovo ballo!)
Dispose perciò la revoca della sanzione ecclesiastica prevista per chi lo avesse praticato. L'episodio ha ispirato anche una nota poesia (Tango e Furlana) di Trilussa.
- Il giorno 16 dicembre 2014, nella ricorrenza del 78º compleanno del pontefice Papa Francesco, nella piazza di San Pietro in Roma, si sono ritrovati circa 3000 coppie di ballerini di Tango per diffondere il messaggio dell'abbraccio come simbolo di pace.

## Film
- Tangos - L'esilio di Gardel di Fernando Solanas (1985)
- Tango Bar di Marcos Zurinaga (1989)
- Lezioni di tango di Sally Potter (1997)
- Tango di Carlos Saura (1998)
- Assassination Tango di Robert Duvall (2002)
- Si Sos Brujo: Una Historia de Tango di Caroline Neal (2005)
- Ti va di ballare? di Liz Friedlander (2006)
- Café de Los Maestros di Miguel Kohan (2008)
- Tango Libre di Frédéric Fonteyne (2012)

## British Tango
Al di fuori dei patri luoghi del Rio della Plata, il tango argentino nella sua forma originale si è espresso, oltre che nelle esibizioni teatrali, nelle sale chiamate "milonghe" (inesistenti in Italia prima degli anni '90 del novecento). Nel mondo europeo e anglosassone, non è però a lungo risultato presente, nella sua forma originaria, nei luoghi classici del ballo di coppia più o meno popolari/privati: le "sale/feste da ballo" e, in Italia, le "balere" e le sale "liscio". Luoghi da sempre territorio, per quanto riguarda i balli di coppia, dei "balli standard" ("international ballroom") e, successivamente, di alcuni balli caraibici e sudamericani "standardizzati".
Dopo il successo degli spettacoli delle prime compagnie Argentine a Parigi agli inizi del '900, il mondo dei balli standard non poteva più ignorare questo nuovo ballo che interpretava un modo nuovo, meno simmetrico e più complesso di intendere la coppia. Tale mondo, fortemente codificato attraverso specialistiche riviste prevalentemente anglosassoni, con la pretesa di dettare regole precise e internazionali tali da potere essere applicate da qualsiasi ballerino non professionista nelle sale di tutto il mondo, non poteva ignorare il tango ma nemmeno poteva accettarne la forma libera e l'intima sensualità.
Analogamente a come era già avvenuto per il valzer, dove il veloce, aderente, inizialmente (nel '700) considerato indecente, stile viennese (il vorticoso un, due, tre) aveva dato origine al lento, quasi distaccato, stile inglese (diciotto passi), lo stesso accadde anche per il tango. Nacque quindi il "Tango standard" o, più correttamente, il "Tango British", quasi una caricatura di quello originale. Possessivo, conflittuale, a volte aggressivo, caratterizzato da movimenti rigidi, scattosi, casquet, rose tra le labbra ecc. Arrangiamenti musicali fortemente scanditi se non, addirittura, militari. Canzoni spesso declinate in estremi di possesso e gelosia (fino ad includerne le parodie).
Per tutto il '900, il tango british, ballato nelle più o meno popolari sale/feste da ballo e nelle gare di internazionali di ballo standard, si sostituirà, nel mondo anglosassone/europeo, con il semplice nome "tango", al posto di quello originario e meno conosciuto. Quello originario, invece, a lungo agnostico a gare e regole, fuor di patria si è mostrato prevalentemente attraverso spettacoli teatrali e, specialmente di recente, alcuni film. Per questo motivo, il ballo originario dovrà essere chiamato "tango argentino" per distinguerlo dall'altro.
Nel 1914 fu un tango british quello mostrato, dai maestri di ballo di corte italiani (i maestri Pichetti), a Pio X per ottenere la revoca della sanzione ecclesiastica. 
Nella sua poesia "Tango e Furlana", Trilussa ironizzerà sull'esibizione ufficiale fatta al Papa.
Ancora oggi, la distinzione tra i due generi di ballo tango, quello internazionale e standard (british) e quello originario (argentino), viene ignorata e confusa dai più.

## Festival
Il festival più importante del tango al mondo si tiene a Buenos Aires e si chiama Campeonato Mundial de Baile de Tango, dove si svolgono due tipi di competizioni: il tango da sala e il tango da palcoscenico. Delle 20 edizioni del festival, hanno vinto 17 coppie argentine, 1 colombiane, 1 russa e 1 giapponese. In Italia, si svolgono diversi festival del tango, come quelli di: Catania, Torino, Trani, Bari, Selva di Fasano (BR), Firenze, Milano, Caserta.